# Mina (альбом, 1974)
Mina (стилизовано как Mina®) — двадцать пятый студийный альбом итальянской певицы Мины, выпущенный в 1974 году на лейбле PDU. Изначально распространялся как двойной альбом вместе с другим альбомом, Baby Gate, впоследствии продавались по отдельности. В еженедельном рейтинге альбомов пластинка заняла первое место, а в годом только четырнадцатое, причём двумя строчками выше расположился сборник её песен Del mio meglio n. 3.

## Список композиций
| №  | Название                  | Автор(ы)                         | Длительность |
| -- | ------------------------- | -------------------------------- | ------------ |
| 1. | «Due o forse tre»         | Андреа Ло Веккьо, Шел Шапиро     | 4:12         |
| 2. | «Tutto passerà vedrai»    | Андреа Ло Веккьо, Шел Шапиро     | 3:50         |
| 3. | «Caravel»                 | Гаудио Больцони                  | 3:00         |
| 4. | «Una musica va»           | Гаудио Больцони, Марио Нобиеле   | 3:28         |
| 5. | «L’amore è un’altra cosa» | Андреа Ло Веккьо, Шел Шапиро     | 2:34         |
| 6. | «Penombra»                | Джорджо Калабрезе, Джанни Феррио | 3:53         |

| №  | Название      | Автор(ы)                                   | Длительность |
| -- | ------------- | ------------------------------------------ | ------------ |
| 1. | «Nuur»        | Эрманно Капелле, Освальдо Миккиче          | 4:28         |
| 2. | «Distanze»    | Луиджи Альберти, Роберто Соффичи           | 4:39         |
| 3. | «Mai prima»   | Франка Эванджелисти, Фабио Массимо Кантини | 4:00         |
| 4. | «Solo lui»    | Франка Эванджелисти, Фабио Массимо Кантини | 4:26         |
| 5. | «Trasparenze» | Джорджо Калабрезе, Джанни Феррио           | 3:46         |

## Чарты
| Чарт (1974–75)                                | Высшая позиция | Недель в чарте |
| --------------------------------------------- | -------------- | -------------- |
| Италия (Musica e dischi) · вместе с Baby Gate | 1              | 25             |

| Чарт (1975)                                   | Позиция |
| --------------------------------------------- | ------- |
| Италия (Musica e dischi) · вместе с Baby Gate | 14      |